# Petr Doucek
Petr Doucek (* 4. ledna 1960, Hradec Králové) je proděkan Fakulty informatiky a statistiky Vysoké školy ekonomické v Praze a vedoucí její Katedry systémové analýzy (od roku 2008).
Petr Doucek je český informatik, který se zabývá informačním managementem. V roce 2007 byl jmenován profesorem v oboru informatika. Je autorem osmi monografií, čtrnácti učebnic a skript, více než jednoho sta odborných a vědeckých článků v časopisech a ve sbornících z mezinárodních konferencí. Podílel se na více než třiceti projektech v tuzemských i mezinárodních společnostech. Je členem programových výborů několika mezinárodních vědeckých konferencích v Evropě i USA. Je předsedou technické komise Českého normalizačního institutu TNK 20 – Informační technologie. Je členem pracovní skupiny ISO SC 27 ISO Bezpečnost informačních technologií.

## Vzdělání
- 1984 – titul Ing. v oboru Ekonomicko-matematické výpočty(VŠE)
- 1992 – titul CSc. - disertační práce na téma „Modelový přístup k odhadům základních ekonomických charakteristik softwarových projektů" (VŠE)
- 1997 – hodnost docent - obhajoba habilitační práce na téma „MIS řízení jejich tvorby“ (VŠE)
- 2007 – hodnost profesor v oboru informatika (VŠE)

## Zaměstnání
- 1984–1990 – VŠE, Fakulta řízení, Katedra automatizovaných systémů řízení
- od 1990 – VŠE, Katedra systémové analýzy

## Publikace
- Informační management. Petr Doucek, ed. Praha: Professional Publishing, 2010. ISBN 978-80-7431-010-2.